# Municipio de Scotch Grove
El municipio de Scotch Grove (en inglés: Scotch Grove Township) es un municipio ubicado en el condado de Jones en el estado estadounidense de Iowa. En el año 2010 tenía una población de 410 habitantes y una densidad poblacional de 4,37 personas por km².

## Geografía
El municipio de Scotch Grove se encuentra ubicado en las coordenadas 42°9′53″N 91°4′22″O / 42.16472, -91.07278. Según la Oficina del Censo de los Estados Unidos, el municipio tiene una superficie total de 93.76 km², de la cual 93,76 km² corresponden a tierra firme y (0 %) 0 km² es agua.

## Demografía
Según el censo de 2010, había 410 personas residiendo en el municipio de Scotch Grove. La densidad de población era de 4,37 hab./km². De los 410 habitantes, el municipio de Scotch Grove estaba compuesto por el 98,05 % blancos, el 0,73 % eran afroamericanos, el 0,24 % eran de otras razas y el 0,98 % eran de una mezcla de razas. Del total de la población el 0,98 % eran hispanos o latinos de cualquier raza.